# 주치 (동오)
주치(朱治, 156년 ~ 224년)은 중국 후한 말기 ~ 동오의 군인으로, 자는 군리(君理)며 단양군 고장현(故鄣縣) 사람이다.

## 행적
처음에는 현의 관리가 되었으며, 효렴으로 추거되고 양주에서 종사로 삼았다. 후에 손견을 따라 각지를 정벌했으며, 중평 5년(188년) 손견이 장사, 영릉, 계양에서 일어난 주조(周朝), 소마(蘇馬) 등의 모반을 토벌하는 데 참가하여 공적을 세우고 손견의 표로 도위를 대행했다. 초평 원년(190년) 반동탁연합군이 일어나자 손견을 따라 종군하여 양인 전투에서 동탁의 군대를 무찌르고 낙양에 입성했다. 손견의 표로 독군교위를 대행하고, 동쪽으로 가 서주목 도겸을 도와 황건당을 토벌했다.
손견이 전사하자 손책을 보좌하며 원술에게 의탁했다. 원술의 정령이 이지러진 것을 보고 손책에게 군사를 이끌고 강동을 평정하도록 권유했다. 마침 원술에게 억류되어 있던 태부 마일제에게 속관으로 초빙되었고, 오군도위로 승진했다. 손책의 식구들은 당시 곡아에 있었는데, 손분과 오경이 곡아로 맞아들인 양주자사 유요가 원술에게 병합될 것을 염려하여 원술을 대적하고 손분과 오경을 쫓아냈다. 주치는 곡아로 사람을 보내 손책의 일가를 모셔 오고 보호했다. 전당으로 진격하여 오군태수 허공을 유권에서 격파하니 허공은 남쪽으로 달아나 엄백호에게 의탁했다. 오군태수를 겸직했다. 나중에 죽었을 때 오군에 31년간 재직했다 했으므로, 이 일은 흥평 원년(194년)에 일어났다고 추측된다.
손권이 15세가 되자 주치가 손권을 효렴으로 천거했다. 건안 5년(200년), 손책이 죽자, 장소 등과 함께 손권을 주인으로 모셨다. 건안 7년(202년), 손권의 표로 오군태수에 임명되었으며 부의장군을 겸임하고, 누, 유권, 무석, 비릉을 봉읍으로 받아, 대관을 두어 통치하게 했다. 소수 민족이나 산월을 토벌했으며, 손권을 도와 동남쪽을 평정시켰고, 또 황건 잔당 진패(陳敗), 만병(萬秉) 등을 사로잡아 베어 죽였다.
당초, 손권의 아우 손익의 성질은 기쁘고 노여워하기와 쾌하기에 초급하여, 주치가 자주 꾸짖고 자주 도의로 회유하였다.
예장태수 손분의 딸은 조창의 부인이다. 조조가 형주 자사 유종의 항복을 받아 남쪽으로 내려오자, 손분은 두려워하여 아들을 볼모로 바치고자 했다. 주치가 이를 듣고, 손분을 직접 찾아가 이를 그만두게 설득했다. 손분은 주치의 말을 받아들였다.
황무 원년(222년), 비릉후에 봉해졌으며 오군태수를 계속 겸직했다. 손권은 왕이 되어서도 직접 주치를 영접하였고 서로 인사하고 향연을 베풀었다. 주치의 관리들까지도 손권을 직접 알현하는 것이 허용되었다. 동 2년(223년), 안국장군에 임명되었고, 고향 고장으로 이봉되었다. 손권은 주치가 항상 근왕의 일을 근심하는 것을 찬탄했다. 오군태수로 장기간 재직하면서, 공족 자제들과 '오군 4성'이라 일컫는 군의 유력 호족들도 오군에 많이 출사하여 군에는 관리가 항상 수천 명 있었고, 몇 년에 한 번씩 왕부로 사람을 보낼 때에는 수백 명씩 보냈다. 주치가 군에서 보내는 공물도 매년 끊이지 않았으며, 손권은 넘치도록 후히 보답했다.
고향 단양에 반란이 빈번했으며, 또 늙어서 고향을 연모하였으므로 표를 올려 고장현에 둔치고 산월을 진무했다. 고을 부로들과 교류하며 1년을 지내고, 다시 오군으로 돌아왔다.
황무 3년(224년), 죽었다. 아들 주재가 아버지의 작위를 이었다.

## 인물·평가
주치는 부귀했지만, 성정이 검약하여 수레와 의복은 오직 공급되는 것만을 썼다.
진수는 “주치와 여범은 옛 신하로써 기용되었다.”라고 평했다(주치는 손견 거병 때부터, 여범은 손책이 원술 휘하로 들어갔을 때부터 신하였다).

## 친척 관계
- ? (누나)
  - 주연 (양자, 원래는 생질)
- 주치
  - 주재 (아들)
    - 주완(朱琬) (손자)

  - 주기(朱紀) (아들)
  - 주위(朱緯) (아들)
  - 주만세(朱萬歲) (아들)

## 같이 보기
- 삼국지 인물 목록